# Гаркава Ніна Миколаївна
Гаркава Ніна Миколаївна (нар. 8 листопада 1951, м. Брянка, Луганської області) —  Голова Сумської державної адміністрації (13 грудня 2005 — 24 листопада 2006 рр.), член ПППУ (з 2001 р.); 

## Освіта
З 1967 до 1971 рр. навчалась в Одеському інституті народного господарства, факультет «Економіка праці». За спеціальністю "економіст".

## Трудова діяльність
- Серпень 1971 — листопад 1974 — інженер-економіст, старший економіст,
- Квітень — травень 1975 — начальник планово-виробничого відділу Роменського консервного заводу.
- Червень 1975 — січень 1982 — начальник планово-економічного відділу Роменського змішторгу.
- Січень 1982 — березень 1986 — начальник планово-економічного відділу управління торгівлі Роменської міськради народних депутатів.
- Березень — вересень 1986 — старший економіст, вересень 1986 — вересень 1992 — начальник планово-економічного відділу Роменського заводу автоматичних телефонних станцій.
- Вересень 1992 — лютий 1995 — начальник фінансово-економічного відділу, КСП «Колос», село Ярмолинці Роменського району.
- Лютий 1995 — травень 1997 — головний економіст, заступник директора з економічних питань Роменського колективного взуттєвого підприємства «Талан».
- Травень 1997 — жовтень 2000 — заступник генерального директора Роменського колективного виробничого торговельного об'єднання «Талан».
- Жовтень 2000 — березень 2003 — заступник, березень 2003 — лютий 2004 — перший заступник Роменського міського голови з питань діяльності виконавчих органів ради.
- Лютий 2004 — лютий 2005 — заступник генерального директора з економічних питань ТОВ група «Талан», місто Київ.
- Лютий — грудень 2005 — перший заступник голови Сумської облдержадміністрації.

Державний службовець 3-го рангу (березень 2006).

## Джерело
- Довідка [Архівовано 4 березня 2016 у Wayback Machine.]